# 烏瓦羅沃區
51°59′N 42°16′E / 51.983°N 42.267°E
烏瓦羅沃區（俄语：Уваровский район），是俄羅斯的一個區，位於該國西部，由坦波夫州負責管轄，面積1,141平方公里，2010年該區人口11,221，人口密度每平方公里9.83人。